# Règle du gamma

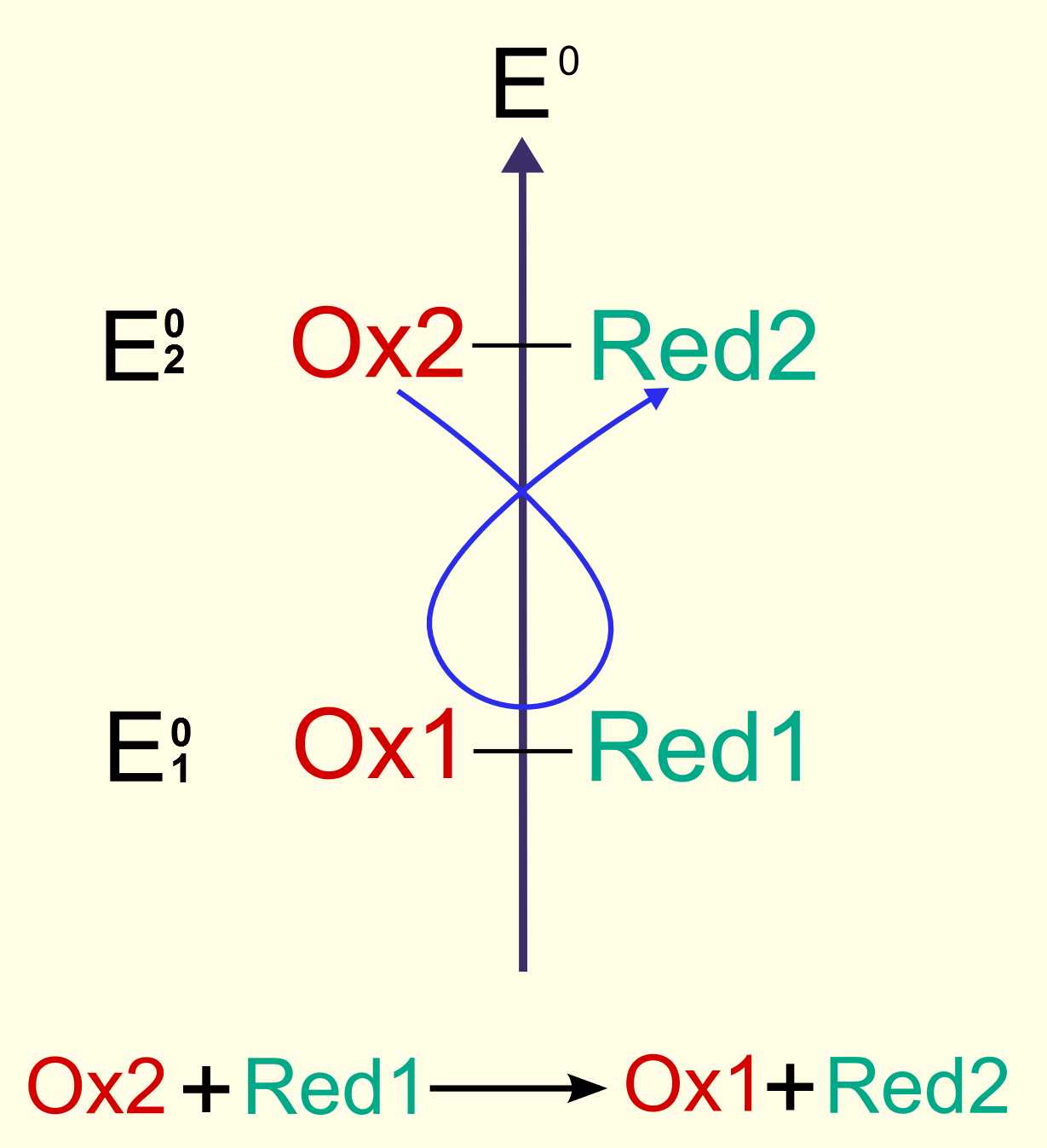
Prévision du sens d'une réaction d'oxydoréduction en utilisant la règle du gamma.

La règle du gamma, dans le domaine de l'électrochimie, est un outil pédagogique qui permet de prévoir les produits d'une réaction d'oxydoréduction à partir de ses réactifs. On utilise parfois une flèche courbée dessinant la lettre grecque « γ » (gamma) pour indiquer le sens de la réaction spontanée, entre la forme oxydée du couple le plus oxydant et la forme réduite du couple le moins oxydant. 
Dans des conditions non standard, ce ne sont pas les potentiels standards qui déterminent le sens de la réaction, mais ceux que l'on peut calculer par l'équation de Nernst.